# Elezioni comunali nel Lazio del 2006
Le elezioni comunali nel Lazio del 2006 si tennero il 28 e 29 maggio (con ballottaggio l'11 e 12 giugno). 

## Roma

### Roma
| Candidati e Liste                                        | Voti      | %      | Seggi |
| -------------------------------------------------------- | --------- | ------ | ----- |
| Walter Veltroni                                          | 926.932   | 61,42  | -     |
| L'Ulivo                                                  | 441.914   | 33,82  | 23    |
| Lista Civica Roma per Veltroni                           | 80.328    | 6,15   | 4     |
| Partito della Rifondazione Comunista                     | 70.918    | 5,43   | 3     |
| Federazione dei Verdi                                    | 62.262    | 4,76   | 3     |
| Moderati per Veltroni                                    | 57.339    | 4,39   | 2     |
| Italia dei Valori                                        | 29.822    | 2,28   | 1     |
| Rosa nel Pugno                                           | 25.695    | 1,97   | 1     |
| Partito dei Comunisti Italiani                           | 19.883    | 1,52   | 1     |
| Roma Arcobaleno                                          | 8.524     | 0,65   | -     |
| Lista Consumatori                                        | 2.046     | 0,16   | -     |
| Consumatori Uniti                                        | 1.943     | 0,15   | -     |
| Partito Socialista Democratico Italiano                  | 1.157     | 0,09   | -     |
| Giovanni Alemanno                                        | 559.810   | 37,09  | 1     |
| Alleanza Nazionale                                       | 254.337   | 19,46  | 13    |
| Forza Italia                                             | 132.869   | 10,17  | 6     |
| Unione dei Democratici Cristiani e Democratici di Centro | 56.763    | 4,34   | 2     |
| Amore per Roma                                           | 10.150    | 0,78   | -     |
| Azione Sociale                                           | 7.553     | 0,58   | -     |
| Democrazia Cristiana per le Autonomie                    | 7.276     | 0,56   | -     |
| Nuovo PSI                                                | 5.333     | 0,41   | -     |
| Forza Roma                                               | 3.466     | 0,27   | -     |
| Partito Repubblicano Italiano                            | 2.057     | 0,16   | -     |
| Avanti Lazio                                             | 1.327     | 0,10   | -     |
| Movimento Indipendente per i Diritti degli Animali       | 850       | 0,07   | -     |
| Pensioni Case e Lavoro                                   | 698       | 0,05   | -     |
| Nuova Generazione                                        | 661       | 0,05   | -     |
| Partito Real Democratico                                 | 538       | 0,04   | -     |
| Rita Casillo                                             | 5.816     | 0,39   | -     |
| Iniziativa Comunista                                     | 5.334     | 0,41   | -     |
| Luca Romagnoli                                           | 4.015     | 0,27   | -     |
| Fiamma Tricolore                                         | 3.848     | 0,29   | -     |
| David Gramiccioli                                        | 3.530     | 0,23   | -     |
| Movimento Popolare Delfino                               | 3.149     | 0,24   | -     |
| Alessandra Sarti Magi                                    | 2.655     | 0,18   | -     |
| Fronte Nazionale-Forza Nuova                             | 2.603     | 0,20   | -     |
| Valentina Valenti                                        | 2.593     | 0,17   | -     |
| Terzo Polo                                               | 2.650     | 0,20   | -     |
| Roberto De Santis                                        | 1.091     | 0,07   | -     |
| Ecologisti                                               | 943       | 0,07   | -     |
| Umberto Nardinocchi                                      | 1.076     | 0,07   | -     |
| Democrazia Attiva                                        | 985       | 0,08   | -     |
| Marina Larena                                            | 707       | 0,05   | -     |
| Partito Umanista                                         | 631       | 0,05   | -     |
| Stefano Fuccelli                                         | 618       | 0,04   | -     |
| Partito Animalista Europeo                               | 562       | 0,04   | -     |
| Maurizio Giorgetti                                       | 351       | 0,02   | -     |
| Sogno Italiano                                           | 303       | 0,02   | -     |
| Totale alle liste                                        | 1.306.717 | 100,00 | 59    |
| TOTALE                                                   | 1.509.194 | 100,00 | 60    |

### Ariccia
| Candidati e Liste                                     | Voti   | %      | Seggi |
| ----------------------------------------------------- | ------ | ------ | ----- |
| Emilio Cianfanelli                                    | 5.293  | 45,44  | -     |
| Lista Civica Cianfanelli verso il Partito Democratico | 1.583  | 14,42  | 4     |
| Democratici di Sinistra                               | 1.133  | 10,32  | 3     |
| Patto Sociale                                         | 912    | 8,31   | 2     |
| Alleanza per Ariccia                                  | 713    | 6,50   | 2     |
| Comunisti Italiani                                    | 528    | 4,81   | 1     |
| Vittorioso Frappelli                                  | 3.404  | 29,22  | 1     |
| Unione di Centro                                      | 847    | 7,72   | 1     |
| Area Democratica                                      | 717    | 6,53   | 1     |
| Forza Italia                                          | 647    | 5,89   | 1     |
| Alleanza Nazionale                                    | 600    | 5,47   | -     |
| Insieme per Frappelli                                 | 504    | 4,59   | -     |
| Paolino Marmo                                         | 2.951  | 25,33  | 1     |
| La Margherita                                         | 810    | 7,38   | 1     |
| Riformisti                                            | 732    | 6,67   | 1     |
| Partito della Rifondazione Comunista                  | 414    | 3,77   | 1     |
| Insieme per Ariccia con Marmo                         | 377    | 3,43   | -     |
| Lista Civica Paese                                    | 330    | 3,01   | -     |
| Federazione dei Verdi                                 | 130    | 1,18   | -     |
| Totale alle liste                                     | 10.977 | 100,00 | 18    |
| TOTALE                                                | 11.648 | 100,00 | 20    |

### Ciampino
| Candidati e Liste                    | Voti   | %      | Seggi |
| ------------------------------------ | ------ | ------ | ----- |
| Walter Enrico Perandini              | 15.412 | 68,10  | -     |
| Democratici di Sinistra              | 5.412  | 24,43  | 9     |
| La Margherita                        | 3.332  | 15,04  | 5     |
| Lista Perandini                      | 2.379  | 10,74  | 3     |
| Federazione dei Verdi                | 1.542  | 6,96   | 2     |
| La Rosa nel Pugno                    | 1.103  | 4,98   | 1     |
| Partito della Rifondazione Comunista | 1.005  | 4,54   | 1     |
| Partito Pensionati-Italia dei Valori | 516    | 2,33   | -     |
| Elio Addessi                         | 6.117  | 27,03  | 1     |
| Forza Italia                         | 2.324  | 10,49  | 3     |
| Alleanza Nazionale                   | 1.853  | 8,36   | 2     |
| Unione di Centro                     | 1.471  | 6,64   | 2     |
| Area Democratica                     | 171    | 0,77   | -     |
| Paolo Pierantonio                    | 1.102  | 4,87   | 1     |
| UDEUR                                | 1.045  | 4,72   | -     |
| Totale alle liste                    | 22.153 | 100,00 | 29    |
| TOTALE                               | 22.631 | 100,00 | 30    |

### Civitavecchia
| Candidati e Liste                       | Voti   | %     | Seggi |
| --------------------------------------- | ------ | ----- | ----- |
| Giuseppe Saladini                       | 14.078 | 42,03 | -     |
| Democratici di Sinistra                 | 4.611  | 14,68 | 6     |
| Lista Civica Saladini                   | 3.625  | 11,54 | 5     |
| La Margherita                           | 3.411  | 10,86 | 5     |
| I Socialisti Italiani                   | 1.343  | 4,28  | 2     |
| Italia dei Valori-Federazione dei Verdi | 602    | 1,92  | -     |
| Giovanni Domenico De Paolis             | 6.560  | 19,61 | 1     |
| Forza Italia                            | 3.870  | 12,32 | 3     |
| Alleanza Nazionale                      | 1.356  | 4,32  | 1     |
| Il Risveglio per De Paolis Sindaco      | 771    | 2,45  | -     |
| Fiamma Tricolore                        | 117    | 0,37  | -     |
| Marco Piendibene                        | 6.151  | 18,37 | 1     |
| Unione Democratica                      | 2.226  | 7,09  | 2     |
| Rifondazione Comunista                  | 2.113  | 7,16  | 1     |
| Ambiente e Lavoro                       | 820    | 2,61  | -     |
| Comunisti Italiani                      | 491    | 1,56  | -     |
| Alvaro Balloni                          | 4.853  | 14,49 | 1     |
| Uniti per il Porto                      | 1.576  | 4,98  | 1     |
| Balloni Sindaco                         | 1.305  | 4,15  | -     |
| Rinnovare la Città                      | 561    | 1,79  | -     |
| Michelangelo Giovani                    | 450    | 1,43  | -     |
| Progetto Salute                         | 444    | 1,41  | -     |
| Civitavecchia Rosa                      | 210    | 0,67  | -     |
| Gino Vinaccia                           | 1.843  | 5,50  | 1     |
| Unione di Centro                        | 1.187  | 3,78  | -     |
| Democrazia Cristiana per le Autonomie   | 698    | 2,22  | -     |
| Totale alle liste                       | 31.409 | 100   | 26    |
| TOTALE                                  | 33.493 | 100   | 30    |

### Colleferro
| Candidati e Liste                     | Voti   | %     | Seggi |
| ------------------------------------- | ------ | ----- | ----- |
| Mario Cacciotti                       | 7.043  | 50,23 | -     |
| Forza Italia                          | 2.320  | 17,25 | 5     |
| Alleanza Nazionale                    | 1.562  | 11,61 | 3     |
| Partito del Cuore                     | 1.483  | 11,02 | 3     |
| Unione di Centro                      | 637    | 4,74  | 1     |
| Aria Nuova                            | 412    | 3,06  | -     |
| Fiamma Tricolore                      | 218    | 1,62  | -     |
| Nuovo Msi                             | 180    | 1,34  | -     |
| Moderati                              | 174    | 1,29  | -     |
| Democrazia Cristiana per le Autonomie | 61     | 0,45  | -     |
| Renzo Carella                         | 4.802  | 34,25 | 1     |
| Democratici di Sinistra               | 1.858  | 13,81 | 3     |
| UDEUR-Comunisti Italiani              | 928    | 6,90  | 1     |
| La Rosa Nel Pugno                     | 830    | 6,17  | 1     |
| Lista Civica Per Colleferro           | 704    | 5,23  | 1     |
| Italia dei Valori                     | 319    | 3,27  | -     |
| Mario Manni                           | 1.189  | 18,48 | 1     |
| La Margherita                         | 1.082  | 8,04  | 1     |
| Marco Compalati                       | 730    | 5,21  | -     |
| Rifondazione Comunista                | 474    | 3,52  | -     |
| Ettore Togneri                        | 258    | 1,84  | -     |
| Movimento Popolare Delfino            | 211    | 1,57  | -     |
| Totale alle liste                     | 13.453 | 100   | 18    |
| TOTALE                                | 14.022 | 100   | 20    |

### Genzano di Roma
| Candidati e Liste                                | Voti   | %     | Seggi |
| ------------------------------------------------ | ------ | ----- | ----- |
| Enzo Ercolani                                    | 10.118 | 73,62 | -     |
| Democratici di Sinistra                          | 5.512  | 41,94 | 10    |
| La Margherita                                    | 2.151  | 16,36 | 4     |
| Comunisti Italiani                               | 978    | 7,44  | 1     |
| Rifondazione Comunista                           | 860    | 6,54  | 1     |
| Federazione dei Verdi                            | 270    | 2,05  | -     |
| Arnaldo Melaranci                                | 1.894  | 13,78 | 1     |
| Lista Civica Barbaliscia                         | 1.638  | 12,46 | 1     |
| Silvio Cisterna                                  | 1.101  | 8,01  | 1     |
| Forza Italia-Alleanza Nazionale-Unione di Centro | 1.155  | 8,79  | -     |
| Umberto Orazi                                    | 631    | 4,59  | 1     |
| L'Infiorata (Italia dei Valori-Altri)            | 580    | 4,41  | -     |
| Totale alle liste                                | 13.144 | 100   | 17    |
| TOTALE                                           | 13.744 | 100   | 20    |

### Marino
| Candidati e Liste              | Voti   | %     | Seggi |
| ------------------------------ | ------ | ----- | ----- |
| Adriano Palozzi                | 7.909  | 36,76 | -     |
| Idee Nuove per Palozzi Sindaco | 2.122  | 10,40 | 5     |
| Forza Italia                   | 1.987  | 9,74  | 5     |
| Alleanza Nazionale             | 1.805  | 8,85  | 4     |
| Unione di Centro               | 1.091  | 5,35  | 3     |
| Costruiamo il Decentramento    | 506    | 2,48  | 1     |
| Partito Repubblicano Italiano  | 97     | 0,48  | -     |
| Alessandro Coloni              | 4.685  | 21,78 | 1     |
| La Margherita                  | 2.422  | 11,87 | 3     |
| Unione per Coloni Sindaco      | 1.511  | 7,62  | 1     |
| La Rosa Nel Pugno              | 503    | 2,47  | -     |
| Sandro Caracci                 | 4.527  | 21,04 | 1     |
| Democratici di Sinistra        | 2.141  | 10,49 | 2     |
| Lista Civica Caracci           | 831    | 4,07  | 1     |
| Rifondazione Comunista         | 632    | 3,10  | -     |
| Comunisti Italiani             | 325    | 1,59  | -     |
| Federazione dei Verdi          | 231    | 1,13  | -     |
| Ugo Onorati                    | 2.351  | 10,93 | 1     |
| Onorati Sindaco                | 2.101  | 10,30 | 2     |
| Giuliana Iozzi Geronzi         | 1.723  | 8,01  | -     |
| Insieme per Cambiare           | 773    | 3,79  | -     |
| Impegno Civico                 | 491    | 2,41  | -     |
| Uniti per Marino               | 452    | 2,22  | -     |
| Marco Fedeli                   | 320    | 1,49  | -     |
| UDEUR                          | 336    | 1,65  | -     |
| Totale alle liste              | 20.401 | 100   | 27    |
| TOTALE                         | 21.515 | 100   | 30    |

### Mentana
| Candidati e Liste                     | Voti   | %      | Seggi |
| ------------------------------------- | ------ | ------ | ----- |
| Guido Tabanella                       | 5.185  | 48,99  | -     |
| Alleanza Nazionale                    | 2.180  | 21,11  | 5     |
| Unione di Centro                      | 1.525  | 14,77  | 4     |
| Forza Italia                          | 1.208  | 11,70  | 3     |
| Voci di Donne                         | 133    | 1,29   | -     |
| Democrazia Cristiana per le Autonomie | 93     | 0,90   | -     |
| Lucio Cantagalli                      | 3.549  | 33,53  | 1     |
| L'Ulivo                               | 2.221  | 21,50  | 4     |
| Mentana 2006                          | 505    | 4,89   | 1     |
| Partito della Rifondazione Comunista  | 349    | 3,38   | -     |
| Federazione dei Verdi                 | 161    | 1,56   | -     |
| Comunisti Italiani                    | 73     | 0,61   | -     |
| Italia dei Valori                     | 48     | 0,46   | -     |
| Maurizio Ciccolini                    | 972    | 9,18   | 1     |
| Rosa nel Pugno                        | 955    | 9,25   | 1     |
| Mario Lettieri Barbato                | 513    | 4,85   | 1     |
| Barbato Sindaco                       | 516    | 5,00   | -     |
| Laura Cola                            | 364    | 3,44   | -     |
| Laura Cola Sindaco                    | 341    | 3,30   | -     |
| Mentana Libera                        | 20     | 0,19   | -     |
| Totale alle liste                     | 10.328 | 100,00 | 17    |
| TOTALE                                | 10.583 | 100,00 | 20    |

### Pomezia
| Candidati e Liste                 | Voti   | %     | Seggi |
| --------------------------------- | ------ | ----- | ----- |
| Enrico De Fusco                   | 12.218 | 40,39 | -     |
| Democratici di Sinistra           | 3.666  | 12,42 | 6     |
| La Margherita                     | 3.088  | 10,46 | 5     |
| Nuovo PSI                         | 1.719  | 5,82  | 3     |
| Italia dei Valori                 | 1.577  | 5,34  | 3     |
| Rifondazione Comunista            | 927    | 3,14  | 1     |
| Comunisti Italiani                | 458    | 1,55  | -     |
| Federazione dei Verdi             | 391    | 1,32  | -     |
| Massimiliano Cruciani             | 13.635 | 45,08 | 1     |
| Alleanza Nazionale                | 4.444  | 15,05 | 4     |
| Forza Italia                      | 4.404  | 14,92 | 3     |
| Unione di Centro                  | 4.148  | 14,05 | 3     |
| Movimento Cuore Tricolore         | 885    | 3,00  | -     |
| Fiamma Tricolore-Fronte Nazionale | 146    | 0,49  | -     |
| Alessandro Tucci                  | 2.183  | 7,22  | 1     |
| Pomezia Unita                     | 1.956  | 6,63  | -     |
| Elvezio Belardi                   | 1.311  | 4,33  | -     |
| Città Nuova                       | 840    | 2,85  | -     |
| Giuseppe Piersanti                | 902    | 2,98  | -     |
| Socialdemocrazia                  | 873    | 2,96  | -     |
| Totale alle liste                 | 29.522 | 100   | 28    |
| TOTALE                            | 30.249 | 100   | 30    |

## Frosinone

### Alatri
| Candidati e Liste                                        | Voti   | %      | Seggi |
| -------------------------------------------------------- | ------ | ------ | ----- |
| Costantino Magliocca                                     | 9.405  | 50,83  | -     |
| Forza Italia                                             | 4.646  | 26,01  | 7     |
| Magliocca Sindaco                                        | 1.411  | 7,90   | 2     |
| Unione di Centro                                         | 1.229  | 6,88   | 1     |
| Alleanza Nazionale                                       | 1.210  | 6,77   | 1     |
| Movimento Futuro per Alatri                              | 705    | 3,95   | 1     |
| Patrizio Cittadini                                       | 6.471  | 34,97  | 1     |
| Programma Alatri                                         | 2.680  | 15,00  | 2     |
| La Margherita                                            | 1.984  | 11,11  | 2     |
| Democratici di Sinistra                                  | 1.185  | 6,63   | 1     |
| Uniti per Alatri (Rifondazione Comunista-Rosa nel Pugno) | 516    | 2,89   | -     |
| Fausto Lisi                                              | 2.379  | 12,86  | 1     |
| Progetto Alatri                                          | 2.156  | 12,07  | 1     |
| Walter Culicelli                                         | 248    | 1,34   | -     |
| Federazione dei Verdi                                    | 139    | 0,78   | -     |
| Totale alle liste                                        | 17.861 | 100,00 | 18    |
| TOTALE                                                   | 18.503 | 100,00 | 20    |

### Anagni
| Candidati e Liste                     | Voti   | %      | Seggi |
| ------------------------------------- | ------ | ------ | ----- |
| Carlo Noto                            | 5.981  | 41,02  | -     |
| Alleanza Nazionale                    | 1.373  | 9,65   | 3     |
| Forza Italia                          | 866    | 6,09   | 2     |
| Democrazia Cristiana per le Autonomie | 723    | 5,08   | 2     |
| Lista civica di centro-destra         | 718    | 5,05   | 2     |
| Lista Civica                          | 627    | 4,41   | 1     |
| Lista Civica                          | 456    | 3,21   | 1     |
| Lista civica di centro-destra         | 359    | 2,52   | 1     |
| Lista civica di centro-destra         | 275    | 1,93   | -     |
| Lista civica di centro-destra         | 271    | 1,91   | -     |
| Vincenzo Diurni                       | 5.349  | 36,68  | 1     |
| Democratici di Sinistra               | 1.165  | 8,19   | 2     |
| Rosa nel Pugno                        | 1.098  | 7,72   | 1     |
| Lista civica di centro-sinistra       | 964    | 6,78   | 1     |
| Repubblicani Europei                  | 587    | 4,13   | 1     |
| La Margherita                         | 578    | 4,06   | 1     |
| UDEUR                                 | 470    | 3,30   | -     |
| Lista civica di centro-sinistra       | 435    | 3,06   | -     |
| Lista civica di centro-sinistra       | 377    | 2,65   | -     |
| Italia dei Valori                     | 300    | 2,11   | -     |
| Lista civica di centro-sinistra       | 213    | 1,50   | -     |
| Saverio Coppola                       | 1.929  | 13,23  | 1     |
| Rifondazione Comunista                | 546    | 3,84   | -     |
| Comunisti Italiani                    | 498    | 3,50   | -     |
| Federazione dei Verdi                 | 243    | 1,71   | -     |
| Daniele Natalia                       | 918    | 6,30   | -     |
| Lista Civica                          | 625    | 4,39   | -     |
| Luigi Vecchi                          | 404    | 2,77   | -     |
| Unione di Centro                      | 455    | 3,20   | -     |
| Totale alle liste                     | 14.222 | 100,00 | 18    |
| TOTALE                                | 14.581 | 100,00 | 20    |

### Cassino
| Candidati e Liste                       | Voti   | %      | Seggi |
| --------------------------------------- | ------ | ------ | ----- |
| Bruno Vincenzo Scittarelli              | 12.491 | 50,78  | -     |
| Unione di Centro                        | 2.623  | 10,91  | 4     |
| Forza Italia                            | 2.406  | 10,01  | 4     |
| Forza Cassino                           | 2.335  | 9,71   | 3     |
| Progetto                                | 2.024  | 8,42   | 3     |
| Alleanza Nazionale                      | 1.794  | 7,46   | 3     |
| Democrazia Cristiana per le Autonomie   | 899    | 3,74   | 1     |
| Campanili d'Italia                      | 519    | 2,16   | -     |
| Per Cassino Insieme                     | 505    | 2,10   | -     |
| Liberi e Forti                          | 229    | 0,95   | -     |
| Attilio Perna                           | 5.698  | 23,16  | 1     |
| Democratici di Sinistra                 | 1.908  | 7,94   | 2     |
| Lista Civica per Cassino                | 1.192  | 4,96   | 1     |
| Comunisti Italiani                      | 543    | 2,26   | -     |
| Rifondazione Comunista                  | 271    | 1,13   | -     |
| Italia dei Valori-Federazione dei Verdi | 138    | 0,57   | -     |
| Tullio Di Zazzo                         | 5.204  | 21,14  | 1     |
| UDEUR                                   | 1.899  | 7,90   | 2     |
| La Margherita                           | 1.573  | 6,54   | 2     |
| Di Zazzo Sindaco                        | 1.188  | 4,94   | 1     |
| Rosa nel Pugno                          | 672    | 2,80   | 1     |
| Il Cittadino                            | 248    | 1,03   | -     |
| Uniti per Cassino                       | 191    | 0,79   | -     |
| Nuovo PSI                               | 32     | 0,13   | -     |
| Maurizio Russo                          | 1.209  | 4,91   | 1     |
| Russo Sindaco                           | 508    | 2,11   | -     |
| Alleanza per Cassino                    | 342    | 1,42   | -     |
| Totale alle liste                       | 24.038 | 100,00 | 27    |
| TOTALE                                  | 24.599 | 100,00 | 30    |

### Sora
| Candidati e Liste                            | Voti   | %      | Seggi |
| -------------------------------------------- | ------ | ------ | ----- |
| Cesidio Casinelli                            | 8.734  | 47,77  | -     |
| La Margherita                                | 2.378  | 13,40  | 3     |
| Casinelli Sindaco                            | 1.722  | 9,70   | 2     |
| Democratici di Sinistra                      | 1.403  | 7,91   | 2     |
| Rosa nel Pugno                               | 775    | 4,37   | 1     |
| Rifondazione Comunista-Federazione dei Verdi | 601    | 3,39   | 1     |
| Comunisti Italiani                           | 437    | 2,46   | -     |
| Lista civica di centro-sinistra              | 108    | 0,61   | -     |
| Francesco Ganino                             | 8.316  | 45,48  | 1     |
| Unione di Centro                             | 2.126  | 11,98  | 3     |
| Sora per Ganino                              | 1.877  | 10,58  | 2     |
| Lista Civica Di Stefano                      | 1.489  | 8,45   | 2     |
| Forza Italia                                 | 1.126  | 6,35   | 1     |
| Alleanza Nazionale                           | 1.021  | 5,75   | 1     |
| Insieme per Sora                             | 939    | 5,29   | 1     |
| Democrazia Cristiana per le Autonomie        | 642    | 3,62   | -     |
| Lista civica di centro-destra                | 345    | 1,94   | -     |
| Flavio Tanzilli                              | 1.233  | 6,74   | -     |
| Lista Civica                                 | 747    | 4,21   | -     |
| Totale alle liste                            | 17.746 | 100,00 | 19    |
| TOTALE                                       | 18.283 | 100,00 | 20    |

## Latina

### Fondi
| Candidati e Liste                                  | Voti   | %     | Seggi |
| -------------------------------------------------- | ------ | ----- | ----- |
| Luigi Parisella                                    | 16.655 | 68,34 | -     |
| Forza Italia                                       | 11.253 | 46,70 | 16    |
| Progetto                                           | 2.133  | 8,85  | 3     |
| Litorale e Sviluppo Fondano                        | 1.386  | 5,75  | 2     |
| Unione di Centro                                   | 1.125  | 4,67  | 1     |
| Alleanza Fondana                                   | 1.052  | 4,37  | 1     |
| Moderati                                           | 733    | 3,04  | -     |
| Fernando Di Fazio                                  | 5.310  | 21,79 | 1     |
| Fondi Viva                                         | 2.060  | 8,55  | 2     |
| L'Ulivo                                            | 1.644  | 6,82  | 2     |
| Rifondazione Comunista                             | 647    | 2,69  | -     |
| Onorato De Santis                                  | 1.652  | 6,78  | 1     |
| Alleanza Nazionale                                 | 1.308  | 5,43  | 1     |
| Democrazia Cristiana per le Autonomie              | 143    | 0,59  | -     |
| Onorato Mazzarrino                                 | 755    | 3,10  | -     |
| Socialisti Uniti (Nuovo PSI-I Socialisti Italiani) | 611    | 2,54  | -     |
| Totale alle liste                                  | 24.095 | 100   | 28    |
| TOTALE                                             | 24.372 | 100   | 30    |

### Terracina
| Candidati e Liste                         | Voti   | %      | Seggi |
| ----------------------------------------- | ------ | ------ | ----- |
| Stefano Nardi                             | 13.726 | 49,72  | -     |
| Alleanza Nazionale                        | 4.873  | 18,37  | 6     |
| Forza Italia                              | 3.666  | 13,82  | 5     |
| Unione di Centro                          | 3.070  | 11,57  | 4     |
| Partito Repubblicano Italiano             | 2.698  | 10,17  | 3     |
| Vincenzo Silvino Recchia                  | 9.260  | 33,54  | 1     |
| Democratici di Sinistra                   | 3.514  | 13,24  | 6     |
| La Margherita                             | 2.238  | 8,43   | 3     |
| Un Patto per Terracina                    | 1.113  | 4,19   | 1     |
| Federazione dei Verdi                     | 843    | 3,18   | 1     |
| Rifondazione Comunista-Comunisti Italiani | 643    | 2,42   | -     |
| Italia dei Valori                         | 191    | 0,72   | -     |
| Antonio Edis Mazzucco                     | 1.793  | 6,49   | 1     |
| Moderati                                  | 805    | 3,03   | 1     |
| UDEUR                                     | 616    | 2,32   | -     |
| Angelo De Angelis                         | 958    | 3,47   | -     |
| Alleanza Cittadina                        | 748    | 2,82   | -     |
| Giuseppe Addessi                          | 743    | 2,69   | -     |
| Dimensione Christiana                     | 505    | 1,90   | -     |
| Dario Venerelli                           | 583    | 2,11   | -     |
| Terracina Nostra                          | 567    | 2,14   | -     |
| Luca Olleia                               | 549    | 1,99   | -     |
| Democrazia Cristiana per le Autonomie     | 444    | 1,67   | -     |
| Totale alle liste                         | 26.534 | 100,00 | 28    |
| TOTALE                                    | 27.608 | 100,00 | 30    |